# Claudia Artoni Schlesinger
Claudia Artoni Schlesinger (Milano, 12 giugno 1935 – Milano, 28 giugno 2012) è stata una psicanalista italiana.

## Biografia
Laureatasi nel 1958 in Giurisprudenza all'Università degli Studi di Milano, dove conobbe il marito giurista Piero Schlesinger, rivolse poi il suo interesse alla psicologia, svolgendo nei primi anni settanta il tirocinio sia presso l'Università Cattolica di Milano, sia e soprattutto presso il Servizio di psicologia degli Ospedali psichiatrici di Affori, diretto da Giancarlo Zapparoli. Qui frequentò in particolare il Centro di psicoterapia del bambino e dell'adolescente, affidato a Maria Teresa Bonaccorsi, e una volta ottenuta la specializzazione in psicologia nel 1974, con una tesi sulla depressione infantile, proseguì l'attività di psicoterapeuta fino al 1976. In quell'anno passò, sempre come psicoterapeuta, presso il Servizio di igiene mentale dell'età evolutiva della zona 6 di Milano, diretto da Maria Carati Rigat, facendo esperienza di Infant Observation in gruppi tenuti da Maria Elvira Berrini. Sempre nel 1976 partecipò, con la supervisione delle stesse Carati Rigat e Berrini, ai seminari della psicoanalista kleiniana Irma Brenman Pick, della British Psychoanalytical Society, presentando il proprio materiale clinico.
Dal 1975 al 1981 si sottopose all'analisi di training con Giovanna Giaconia e nello stesso periodo, dal 1976 al 1982, fu consulente e poi giudice onorario presso il Tribunale per i minorenni di Milano, occupandosi in particolare di adozioni, un tema di cui continuò ad occuparsi in realtà per molti anni e a vario titolo: come esperto del tribunale per la selezione delle coppie adottive, come perito in cause di opposizione all'adozione, come psicoterapeuta di ragazzini adottati, come analista di mamme adottive o come sostegno ai genitori adottivi durante tutto il percorso dell'adozione.
Dopo un periodo di training presso la Società psicoanalitica italiana (SPI) dal 1980 al 1984, negli anni 1984-1987 partecipò alle riunioni quindicinali tenute presso il Centro milanese di psicoanalisi da un piccolo gruppo di ricerca clinica, composto da Antonino Ferro, Maria Pagliarani, Giuliana Boccardi e Dina Vallino. Nel 1989 uscì sulla Rivista di psicoanalisi il suo saggio Del Metroide, la storia di una psicosi infantile dominata dalle fantasie di un bambino sui viaggi effettuati in metropolitana per arrivare allo studio dell'analista. Nel 1990 divenne Full member dell'International Psychoanalytical Association (IPA).
Colpita in quello stesso anno da un'encefalomielite acuta, rimase in coma per un breve periodo, ma seguendo i suggerimenti dell'amica Vallino, scrisse le proprie memorie di quell'esperienza, ponendo le basi per la pubblicazione, nel 1997, del lavoro pionieristico Memorie delle mie "non memorie". Cenni sulla vita mentale in un periodo di offuscamento della coscienza (in Algini M.L., a cura di, La depressione nei bambini, Borla).
A partire dal 1994, con la costituzione a Milano del Centro Benedetta d'Intino per bambini e adolescenti affetti da disagi psicologici e da gravi disabilità comunicative, Claudia Artoni lavorò al Centro stesso come supervisore, con funzioni anche di controllo, pur mantenendo altre supervisioni con i colleghi Dina Vallino e Pierandrea Lussana della SPI.
Nel volume collettaneo Adozione e oltre (Borla 2006) esplorò il mondo inconscio dei bambini adottati, i quali pur non potendo conoscere la verità storica delle proprie origini, grazie alla psicoterapia potevano comunicare attraverso parole, suoni, disegni e racconti qualcosa che era inscritto nelle loro prime esperienze sensoriali.
Riposa al Cimitero Maggiore di Milano. Il 2 novembre 2020 il suo nome è stato iscritto nel Famedio di Milano.

## Archivio
Il fondo archivistico e librario di Claudia Artoni Schlesinger è conservato presso il Centro Aspi - Archivio storico della psicologia italiana dell'Università di Milano-Bicocca, a cui è stato donato nel dicembre 2013 dagli eredi. La documentazione copre un arco cronologico dal 1960 al  2010.